# 보정초등학교
보정초등학교는 대한민국 경기도 용인시 기흥구 보정동에 있는 공립 초등학교이다.

## 학교 연혁
- 2001년 1월 11일 학교 설립 인가
- 2001년 8월 20일 6학급 개교
- 2001년 9월 1일 초대 리강호 교장 취임
- 2002년 2월 19일 제1회 졸업(10명)
- 2004년 2월 1일 제2대 윤태근 교장선생님 부임
- 2007년 3월 1일 교육과학기술부 연구학교 지정
- 2009년 3월 1일 교육과학기술부 요청 연구학교 지정
- 2011년 3월 1일 제4대 김창룡 교장선생님 부임
- 2011년 3월 1일 ~ 2014년 12월 교육과학기술부 창의인성교육모델학교 지정
- 2012년 3월 1일 28학급 편성(유치원 1학급, 특수 1학급 편성)
- 2013년 2월 19일 제12회 졸업(143명)
- 2013년 3월 1일 28학급 편성(유치원 1학급, 특수 1학급 편성)
- 2014년 2월 17일 제13회 졸업(135명)
- 2014년 3월 1일 30학급 편성(유치원 1학급, 특수 1학급 편성)
- 2014년 9월 1일 제5대 명찬인 교장선생님 부임
- 2015년 2월 13일 제14회 졸업(130명)